# Diomede
Diomede és una població dels Estats Units a l'estat d'Alaska. Segons el cens del 2007 tenia 147 habitants.

## Demografia
Segons el cens del 2000, Diomede tenia 146 habitants, 43 habitatges, i 31 famílies La densitat de població era de 19,8 habitants/km².
Dels 43 habitatges en un 37,2% hi vivien nens de menys de 18 anys, en un 20,9% hi vivien parelles casades, en un 32,6% dones solteres, i en un 27,9% no eren unitats familiars. En el 18,6% dels habitatges hi vivien persones soles el 18,6% de les quals corresponia a persones de 65 anys o més que vivien soles. El nombre mitjà de persones vivint en cada habitatge era de 3,4 i el nombre mitjà de persones que vivien en cada família era de 4.
Per edats la població es repartia de la següent manera: un 43,8% tenia menys de 18 anys, un 7,5% entre 18 i 24, un 25,3% entre 25 i 44, un 17,1% de 45 a 60 i un 6,2% 65 anys o més.
L'edat mediana era de 22 anys. Per cada 100 dones hi havia 114,7 homes. Per cada 100 dones de 18 o més anys hi havia 121,6 homes.
La renda mediana per habitatge era de 23.750 $ i la renda mediana per família de 24.583 $. Els homes tenien una renda mediana de 41.250 $ mentre que les dones 26.875 $. La renda per capita de la població era de 9.944 $. Aproximadament el 41,4% de les famílies i el 35,4% de la població estaven per davall del llindar de pobresa.

## Poblacions més properes
El següent diagrama mostra les poblacions més properes.